# 안달루시아 요리
안달루시아 요리(Andalucía料理, 스페인어: cocina andaluza 코시나 안달루사[*])는 안달루시아 지방의 광활하고 다양한 풍경에 따라 가지각색이다. 안달루시아 요리 중에서 잘 알려진 것으로는 가스파초, 생선튀김 (현지에서는 페스카이토 프리토, pescaíto frito라고 부름), 하부고와 발레데로스페로체스, 그리고 트레벨레스 지역의 하몬, 마지막으로 제레스 포도주, 특히 셰리주가 있다.

## 튀김 요리

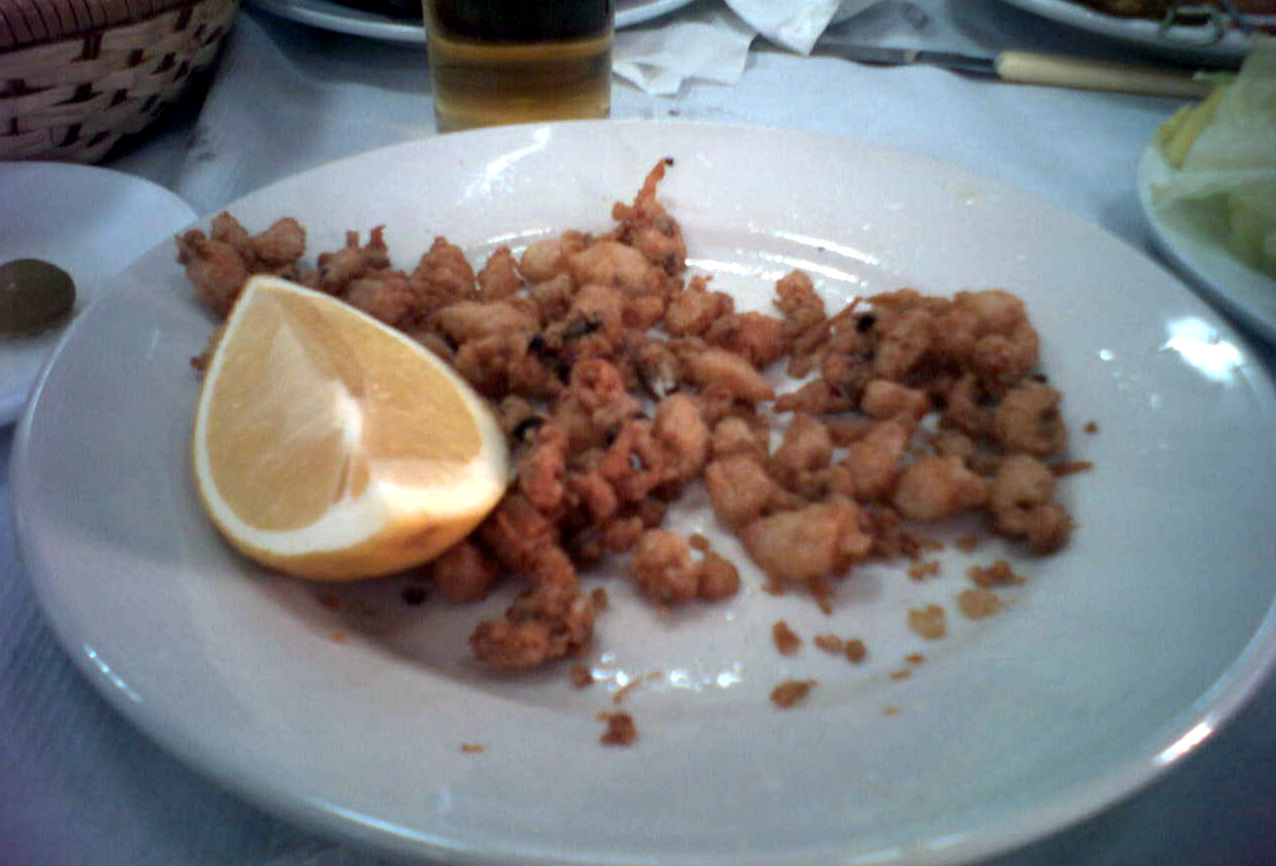
어린 갑오징어에 튀김가루를 묻혀 기름에 튀겨낸 푼티이야스 (Puntillitas)

안달루시아의 튀김 요리는 하엔도, 코르도바도, 세비야도, 그라나다도에서 생산되는 올리브 오일이 좌우한다. 말라가 주, 알메리아 주, 카디스 주, 우엘바 주에서도 올리브 오일이 생산되긴 하나 그 규모는 작은 편이다. 튀김은 '아 라 안달루사'라는 튀김가루에 묻히는데, 달걀이나 그밖의 재료가 들어가지 않은 밀가루 자체를 뜻하나, 튀김옷으로 쓸 때는 병아리콩이 들어가기도 한다. 가루를 묻힌 다음에는 끓는 올리브 오일 속에 담가 튀긴다.

## 생선과 갑각류
다섯 개 해안 지방에서는 해산물 소비가 많이 이루어지며 그 종류도 다양한데, 카디스 만에서 잡은 백새우, 왕새우, 뮤렉스조개, 앤초비, 어린 갑오징어와 오징어, 가자미, 빙어, 그리고 집게발이 다시 자라나는 지역 게를 재료로 한 산페르난도의 요리인 보카스 데 라 이슬라 등이 있다.
안달루시아 요리에는 몇가지 특이한 해산물들도 재료로 사용되는데 이를테면 말미잘을 튀긴 요리인 오르티귀야스가 있다.

## 후식

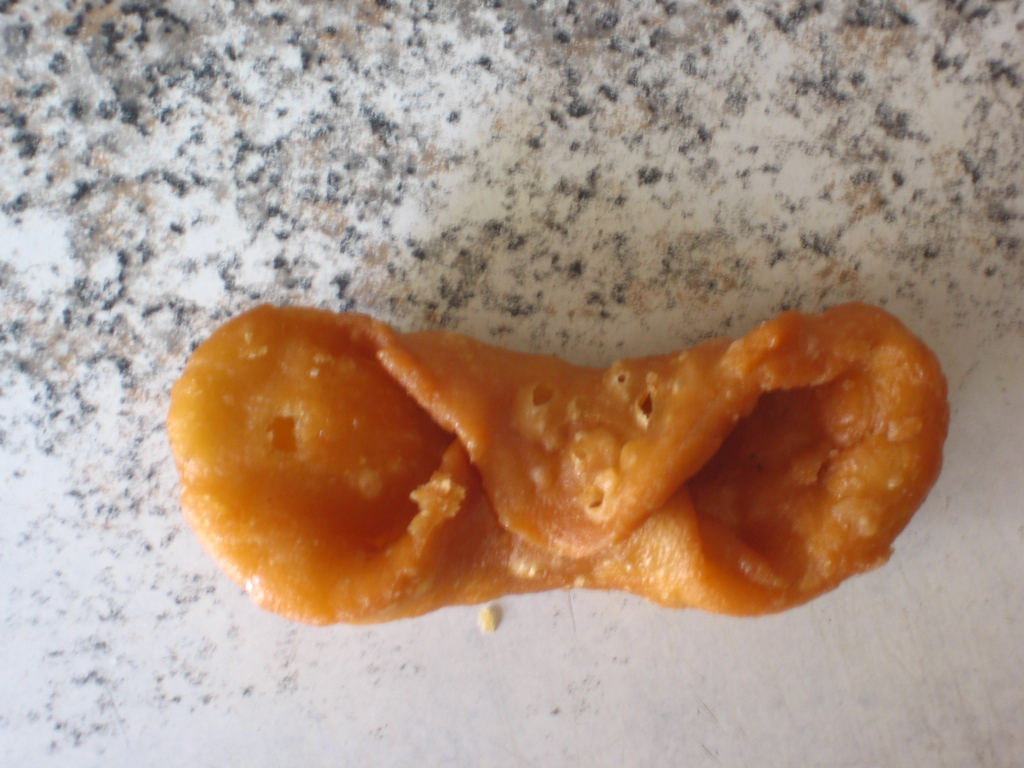
꿀에 담가 달콤한 튀김, 페스티뇨스 데 미엘 (Pestiños de Miel)

안달루시아 요리의 후식은 중세 아랍시대 안달루시아 요리에서 상당한 영향을 받았다.  대표적인 후식으로는 페스티뇨 (꿀에 담근 페이스트리 튀김), 알파호르, 아마르귀요 (메디나시오나산 아몬드 마카룬), 폴보론 (에스테파산 아몬드 쿠키), 라드빵, 와인 도넛, 토르리하, 칼렌티토가 있다.

## 와인과 증류주
제레스산 와인 (셰리주)는 전세계에서 유명한 와인이며, 윌리엄 셰익스피어도 제레스산 와인을 예찬한 적이 있다. 그 외에 뛰어난 와인은 산루카르데바라메다의 만사니야, 카디스의 화이트 와인, 파사레테 (셰리주의 파생 와인), 우엘바의 콘다도 와인, 코르도바의 몬티야-모릴레스 와인, 말라가 와인, 로타의 라 틴티야 와인이 있다. 안달루시아의 증류주도 유명하며, 루테산 또는 카사야데라시에라산 아니스와 그라나다의 열대해안 (모트릴)에서 생산된 럼주가 이에 포함된다.

## 대표적인 요리

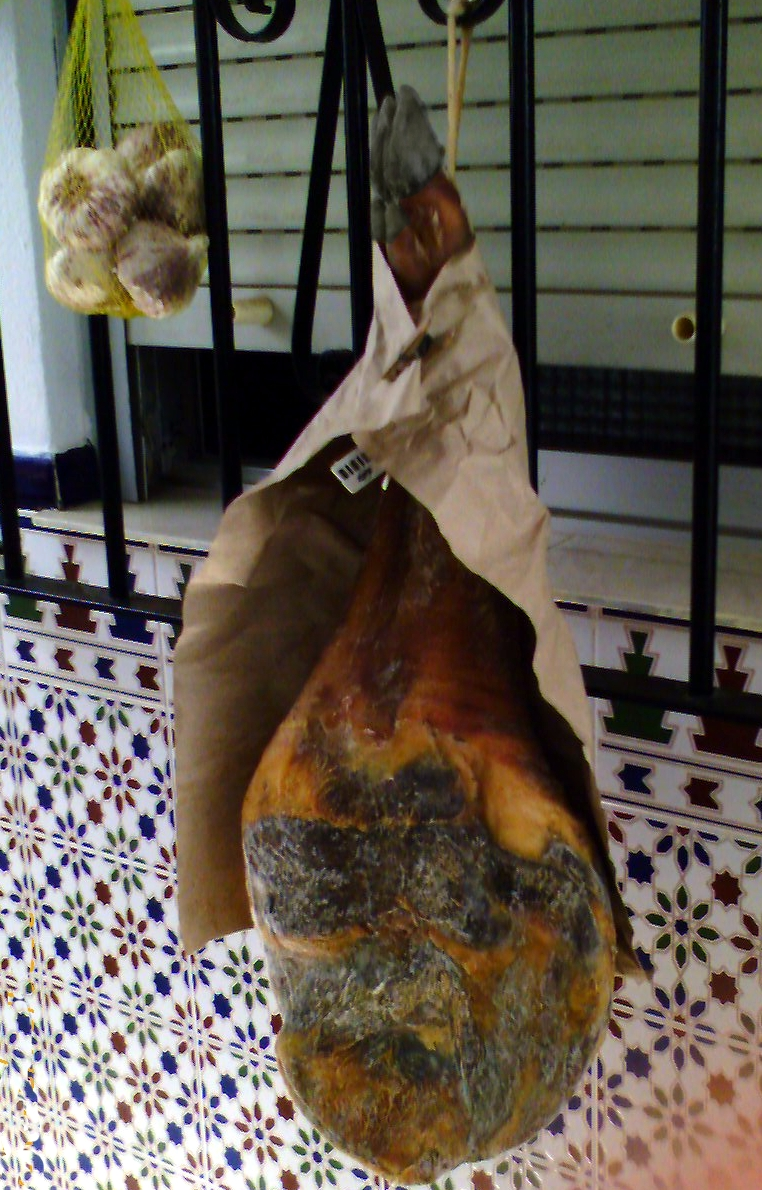
말려서 저장한 돼지고기 햄, 하몬

대표적인 안달루시아 요리로는 페스카이토 프리토 (pescaito frito, 생선튀김), 가스파초, 코르도바식 살모레호, 프링가, 소 꼬리 요리, 하몬 이베리코, 올리브 절임, 알보로니아, 폴레아, 아니세가 있으며, 와인 종류도 셰리주 (피노, 만사니야, 올로로소, 페드로 시메네스, 아몬티야도)를 비롯하여 매우 다양하다. 특히 이 셰리주는 모든 스페인 와인 중에서도 말라가 와인과 함께 가장 많이 수출되고 널리 찾아볼 수 있는 와인이다. 셰리주와 흡사한 몬티야산 와인은 제조법상으로는 셰리주가 아니지만, 그 이름에서 '아몬티야도' (amontillado →몬티야식)란 말이 생겨나기까지 했다.
그밖의 안달루시아 요리로는 다음을 들 수 있다. (괄호 안은 지역)
- 살모레호 (코르도바)
- 플라멘퀸 (코르도바)
- 아호블랑코 (말라가-카디스)
- 가스파초 안달루스 (안달루시아식 가스파초)
- 피피라나 (하엔)
- 하바스 콘 칼소네스
- 우에보스 아 라 플라멘카
- 알카우실레스 레예노스 (카디스)
- 미가스 데 아리나
- 가차스
- 푸체로
- 가스파추엘로 (말라가)
- 비엔메사베 오 아보도
- 아호 아리나 (하엔)
- 솔다디토스 데 파비아
- 프링가
- 파타타스 아 로 포브레
- 토르티야
- 토르티야스 데 카마로네스 (카디스)

## 같이 보기
- 타파스
- 지중해 요리